# St. Laurentius (Süderhastedt)

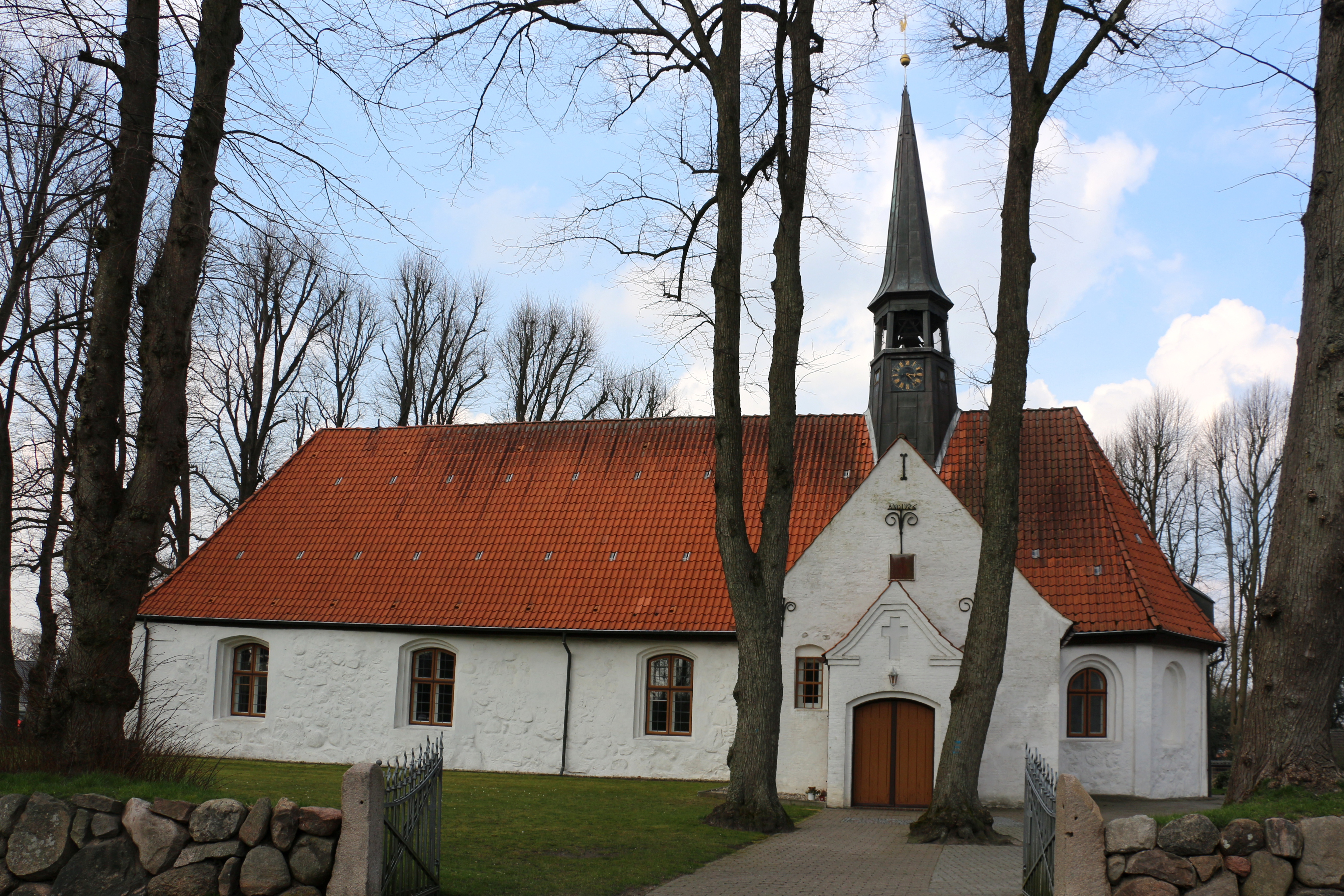
Südfassade der Kirche

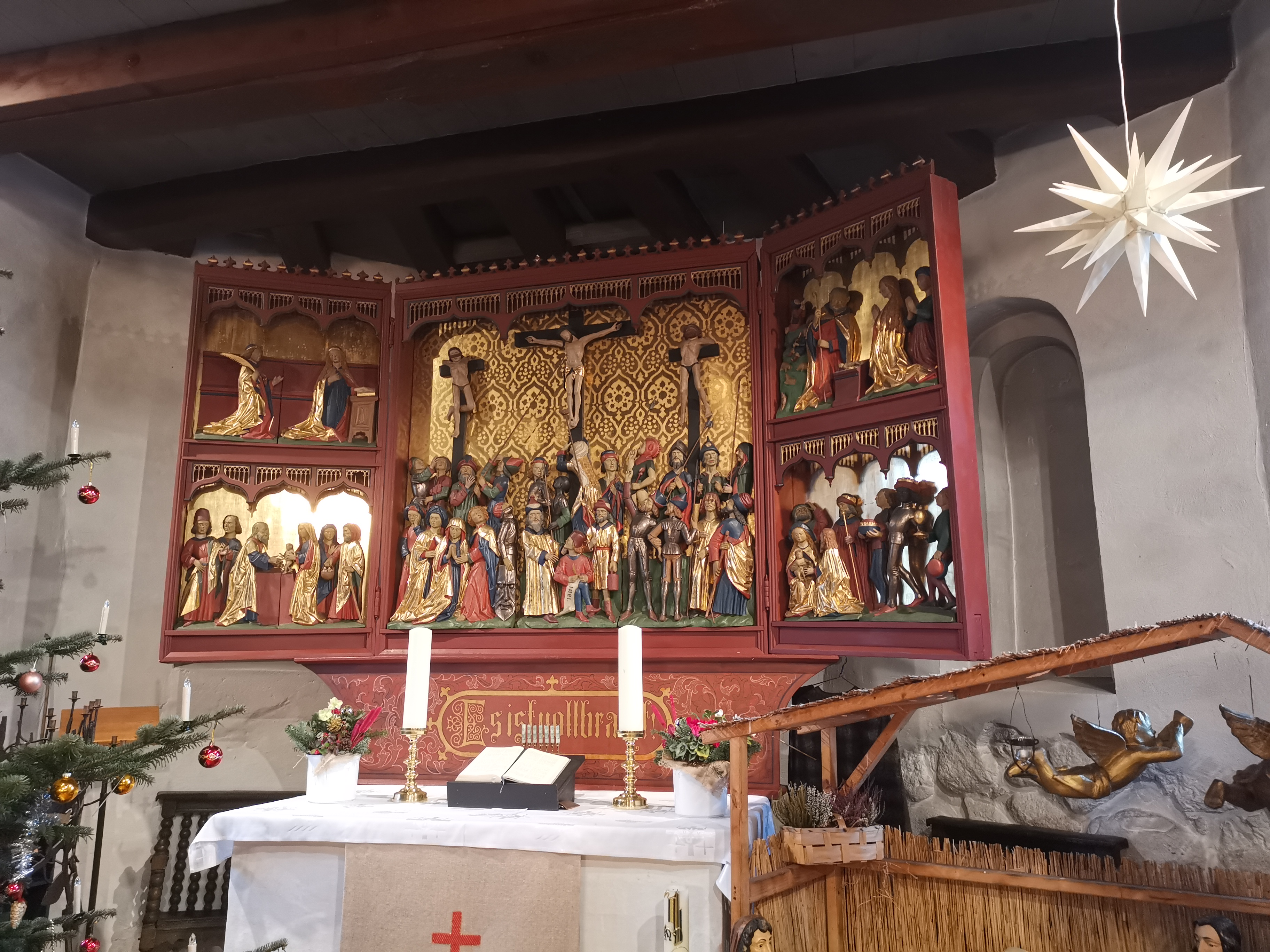
Altar

Die evangelisch-lutherische Kirche St. Laurentius in Süderhastedt ist eine der ältesten Kirchen in Dithmarschen. Bereits 1140 wurde Süderhastedt als Standort einer Kirche unter dem Patronat des Erzbistums Bremen erwähnt.

## Bau und Geschichte
Die Kirche ist eine einschiffige gotische Feldsteinkirche, deren älteste Teile noch aus der Romanik stammen könnten. Der polygonale Chor besitzt keine Fenster nach Osten, sondern nur Lisenen an der Außenwand. Der Bau hat mit einer Länge von 30 m und einer Breite von knapp 9 m recht bescheidene Ausmaße. 1726 wurde die Kirche um den aus Ziegeln gemauerten südlichen Querbau erweitert und dabei der Chorbogen im Innenraum entfernt. Obwohl nur ein Teil einer Kreuzform entstand, wird der Anbau häufig als „Kreuzkirche“ bezeichnet. Die Fenster in der Nord- und Südwand, der Dachreiter sowie die komplette Westwand stammen aus dem 18. Jahrhundert.

## Ausstattung

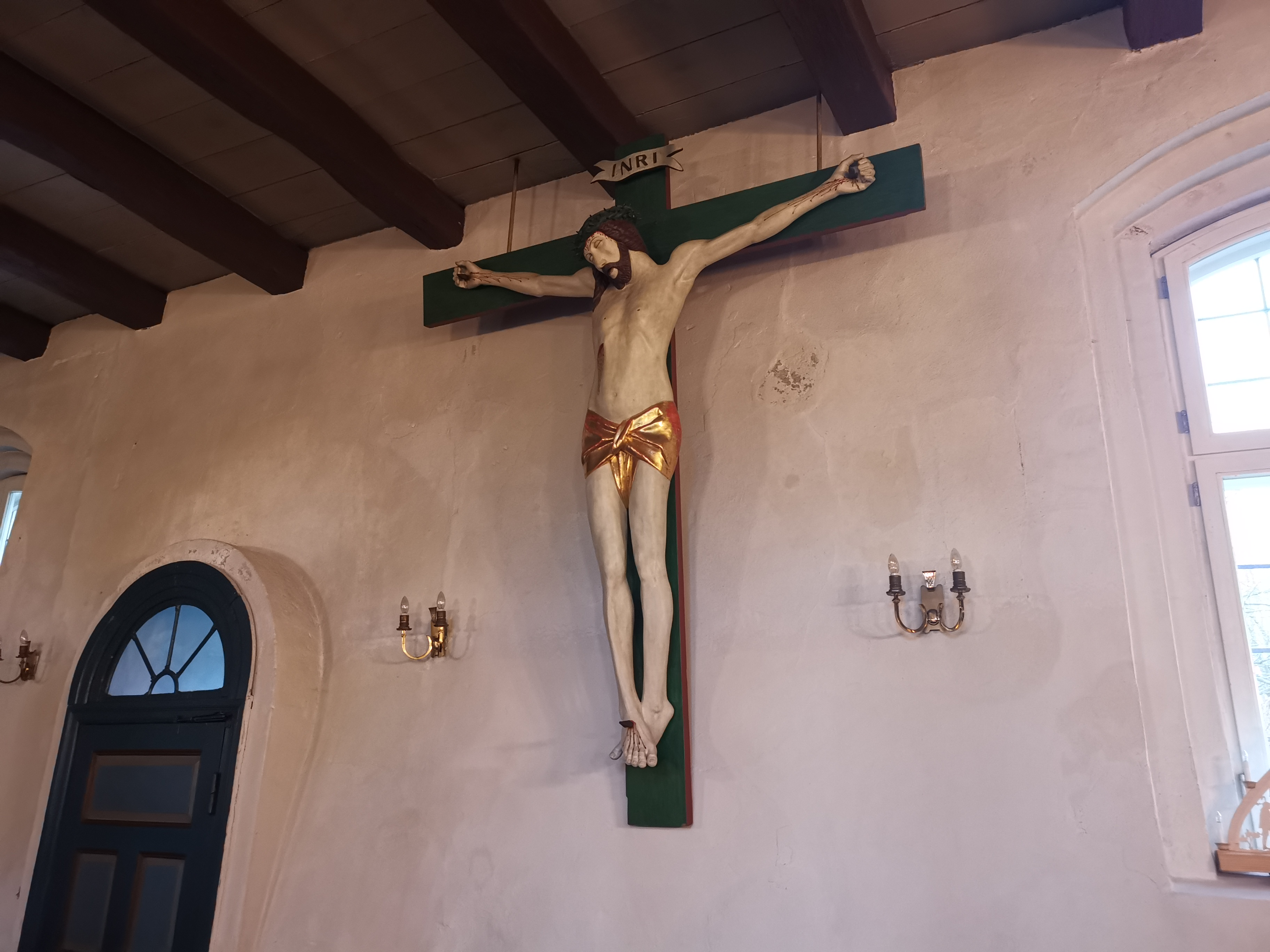
Triumphkreuz an der Nordwand

Die Innenausstattung weist einige sehr alte Stücke auf. So stammt das heute an der Nordwand hängende Triumphkreuz aus dem späten 15. Jahrhundert. Es wurde 1908 stark beschädigt in den Lagerräumen der Kirche entdeckt und 1981 soweit restauriert und ergänzt, dass es wieder in der Kirche hängen konnte. Das an der Südwand hängende deutlich kleinere und zierlicher gearbeitete Kruzifix war im 14. Jahrhundert ursprünglich als Prozessionskreuz gefertigt worden. Das achteckige Taufbecken aus Granit ist schwer zu datieren, wird aber als spätgotisch eingeordnet. Der dazu gehörige hölzerne Deckel ist nachweislich ein Werk Henning Claussens aus der Zeit um 1655.
Die schlichte Kanzel stammt aus der zweiten Hälfte des 16. Jahrhunderts und ist damit ähnlich alt wie das Taufbecken. Auf der Außenseite sind Bilder der Evangelisten um ein zentrales Bild von Christus als Erlöser angeordnet.
Der Flügelaltar wird auf die Zeit zwischen 1470 und 1480 datiert. Er zeigt im Mittelteil eine reich mit Figuren ausgestaltete Kreuzigungsszene und in den Seitenflügeln vier Szenen der Weihnachtsgeschichte. Die Kreuzigungsszene ist waagerecht auffällig geteilt, womit eine klare Trennung zwischen irdischem und göttlichem Geschehen verdeutlicht werden soll. Die restlichen Elemente des Altars stammen aus dem 20. Jahrhundert.
An der Nordwand des Kirchenschiffes hängt ein auffällig großes Epitaph vom Anfang des 18. Jahrhunderts, das an Johannes Sommer erinnert, der von 1657 bis 1704 Pastor in Süderhastedt war.

## Orgel

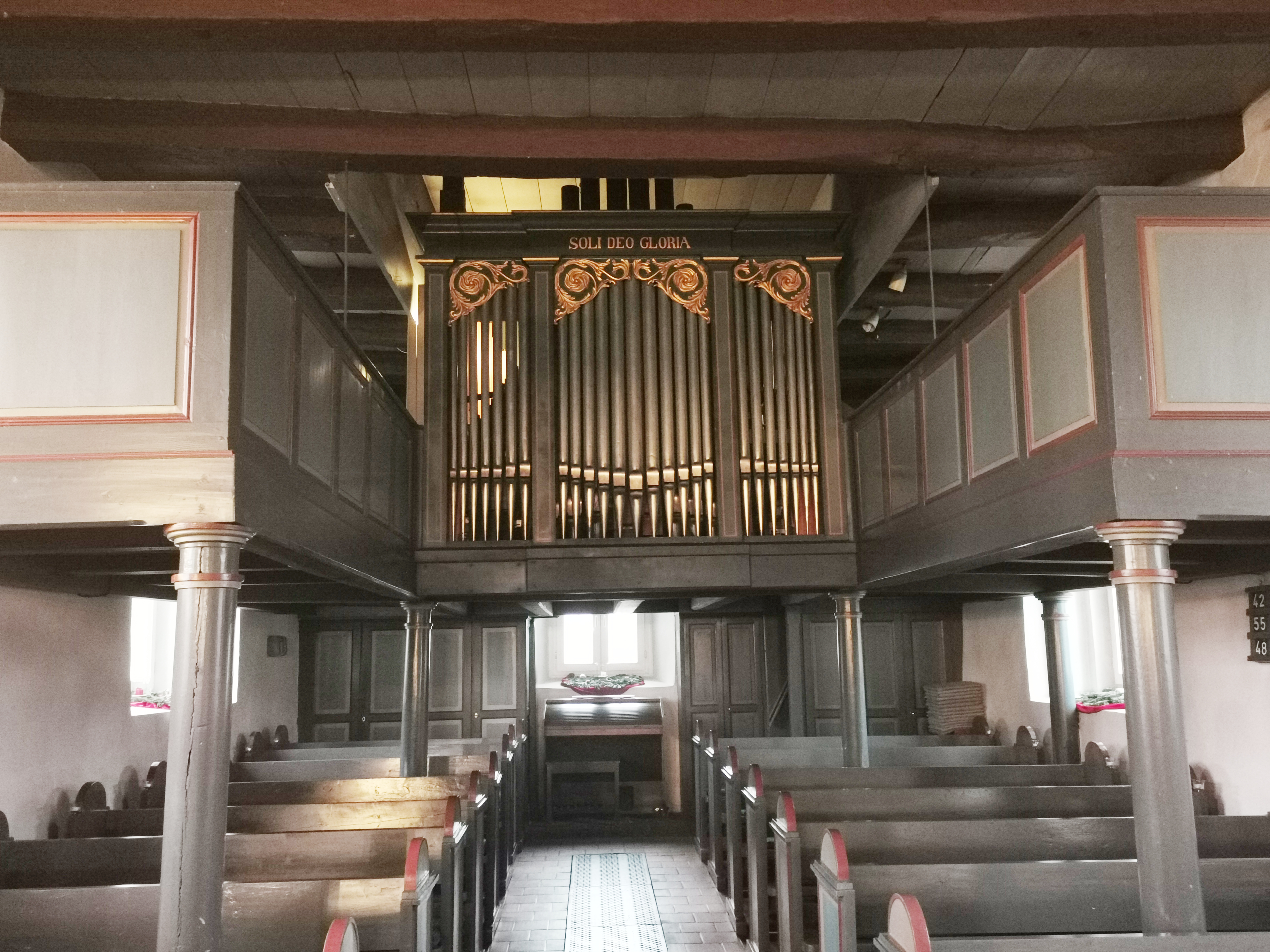
Orgelprospekt und Teile der Emporen

Die Orgel der Kirche über dem Nordeingang geht auf ein Instrument zurück, das die dänische Firma Marcussen & Søn im Jahr 1859 als Opus 30 baute. Das Instrument verfügte ursprünglich über acht Register, die auf einem Manual und Pedal verteilt waren. Die Erbauerfirma erweiterte das Instrument im Jahr 1909 um ein zweites Manual und auf insgesamt 17 Register. Die Prospektpfeifen wurden im Ersten Weltkrieg abgeliefert. Im Laufe der Zeit erfolgten mehrere Umbauten, sodass heute nur noch die Prospektfront und einige Register alt sind. Orgelbauer Eberhard Tolle (Preetz) disponierte das Werk in den 1950er Jahren um. Andreas Andresen (Kiel) baute im Jahr 1976 ein neues Werk ein, unter Verwendung der Windlade des Hauptwerks, der Front und einiger Marcussen-Register, die er auf alle drei Werken verteilte. Die Anzahl von 17 Registern blieb gleich. Im Jahr 2008 ersetzte Orgelbauer Rudolf Neuthor (Kiel) einige Register, darunter die beiden gemischten Stimmen und führte weitere Sanierungsarbeiten durch. Die Disposition lautet wie folgt:
| I Manual C–f3 |       |
| Bordun        | 16′   |
| Prinzipal     | 8′    |
| Gedackt       | 8′    |
| Oktave        | 4′    |
| Flöte         | 4′    |
| Oktave        | 2′    |
| Quinte        | 2 ⁄3′ |
| Mixtur III–IV |       |

| II Manual C–f3 |    |
| Gedackt        | 8′ |
| Weidenpfeife   | 8′ |
| Prestant       | 4′ |
| Flöte          | 2′ |
| Terzian I–II   |    |
| Scharf III     |    |
| Tremulant      |    |

| Pedal C–d1  |     |
| Subbass     | 16′ |
| Gedacktbass | 8′  |
| Choralbass  | 4′  |

- Koppeln: II/I, I/P, II/P

## Fotografien und Karte
Koordinaten: 54° 2′ 54,8″ N, 9° 12′ 26,8″ O

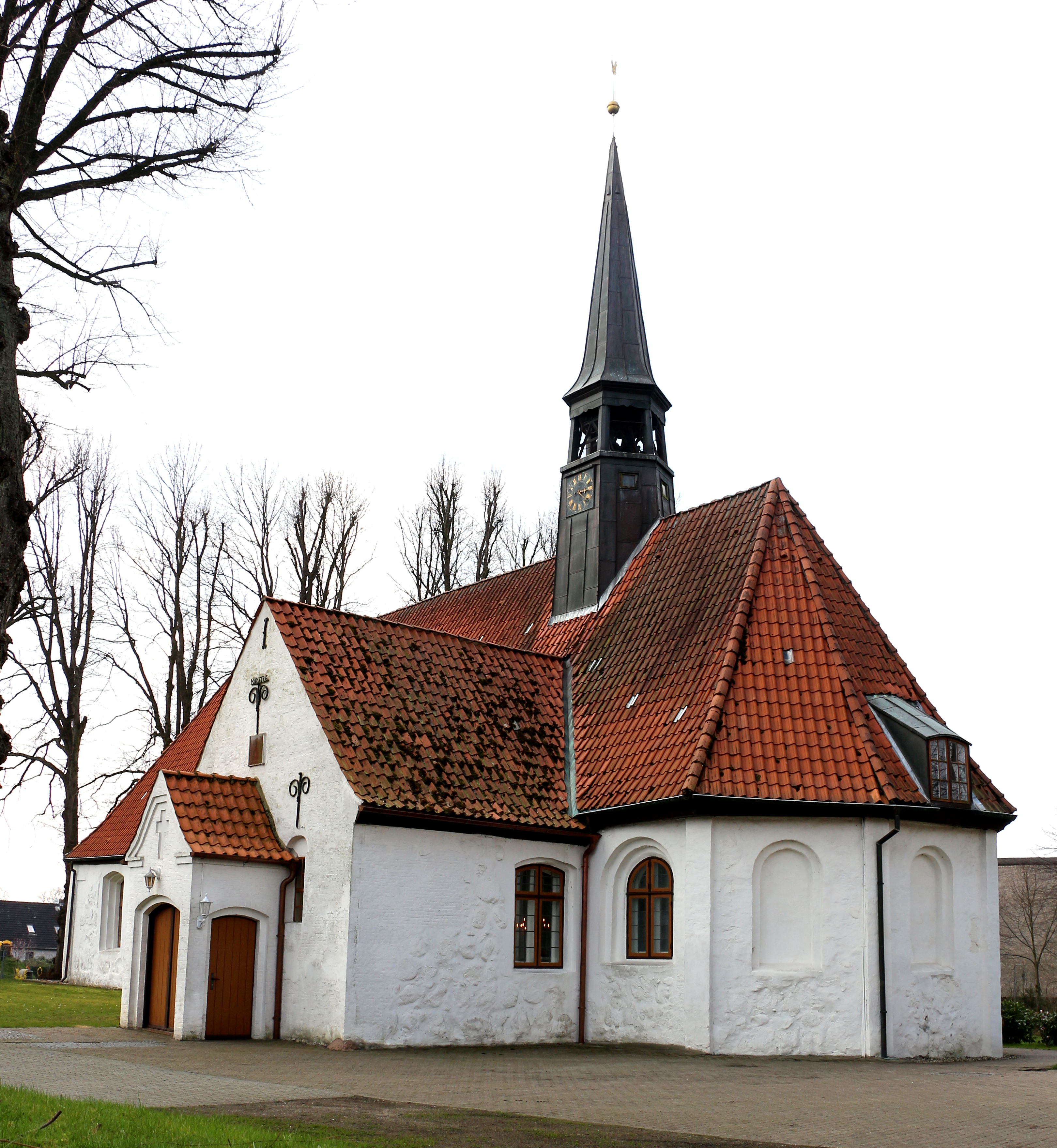
Choransicht
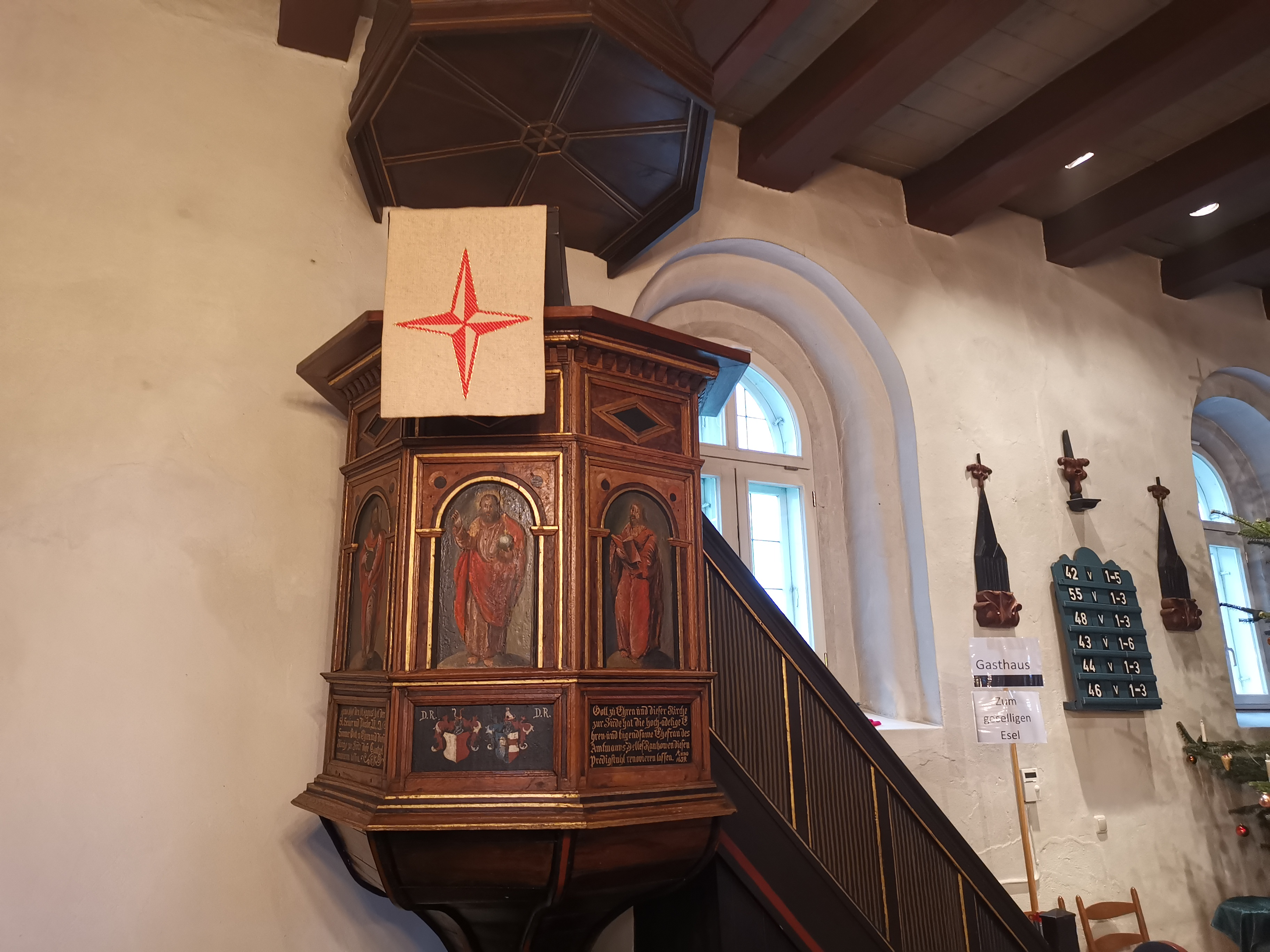
Kanzel
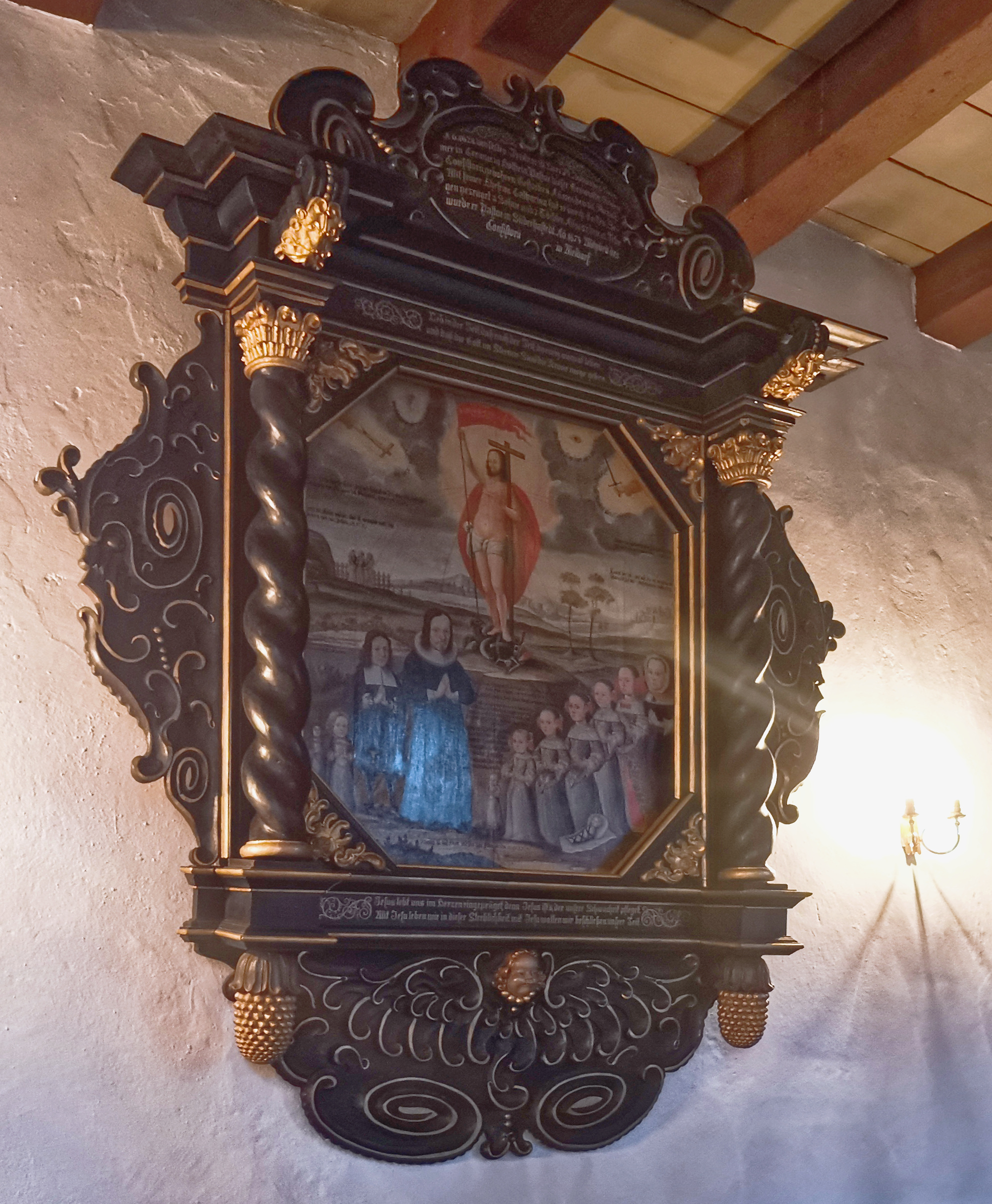
Epitaph
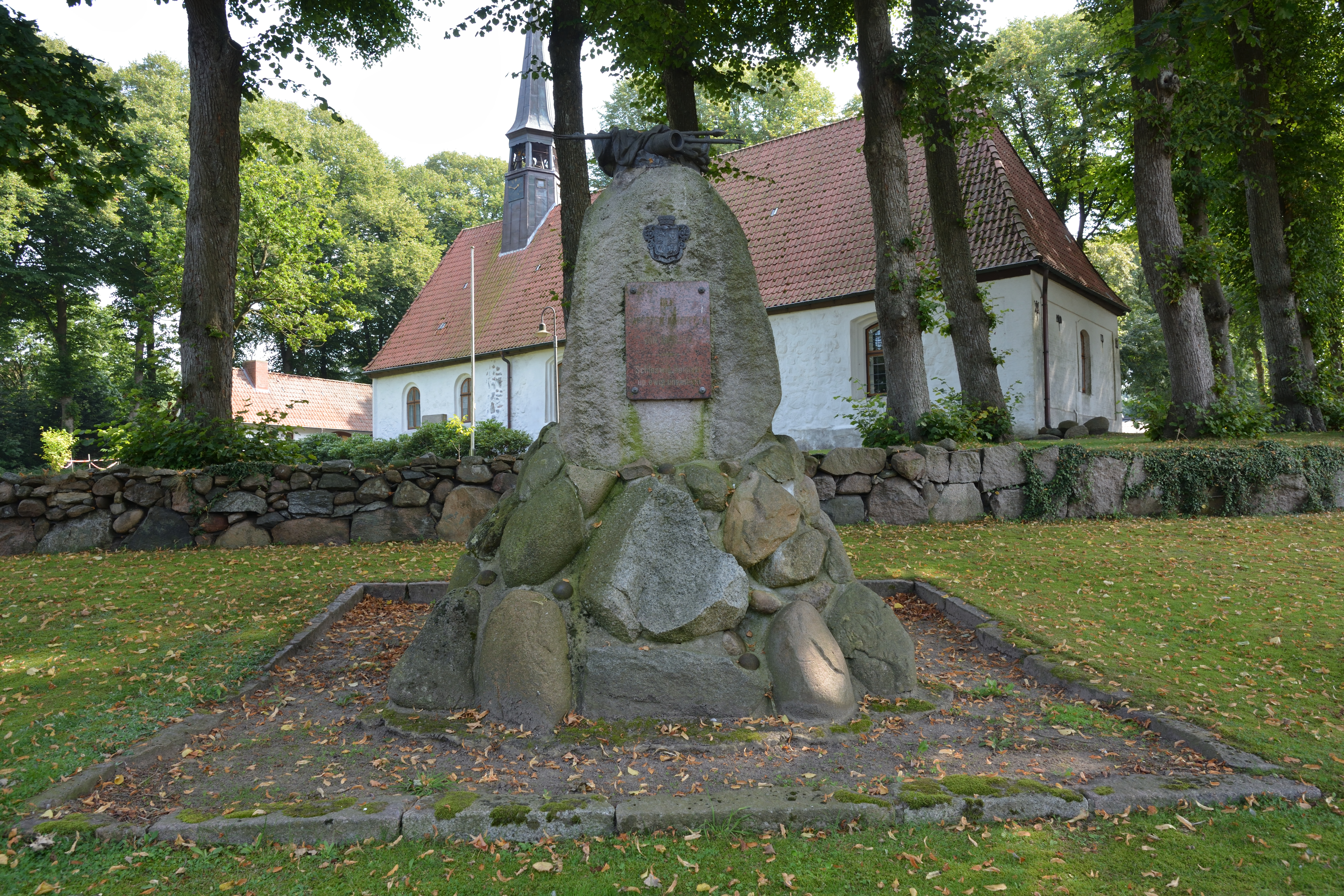
Lindenkranz, Feldsteinmauer und Ehrenmal vor der Kirche
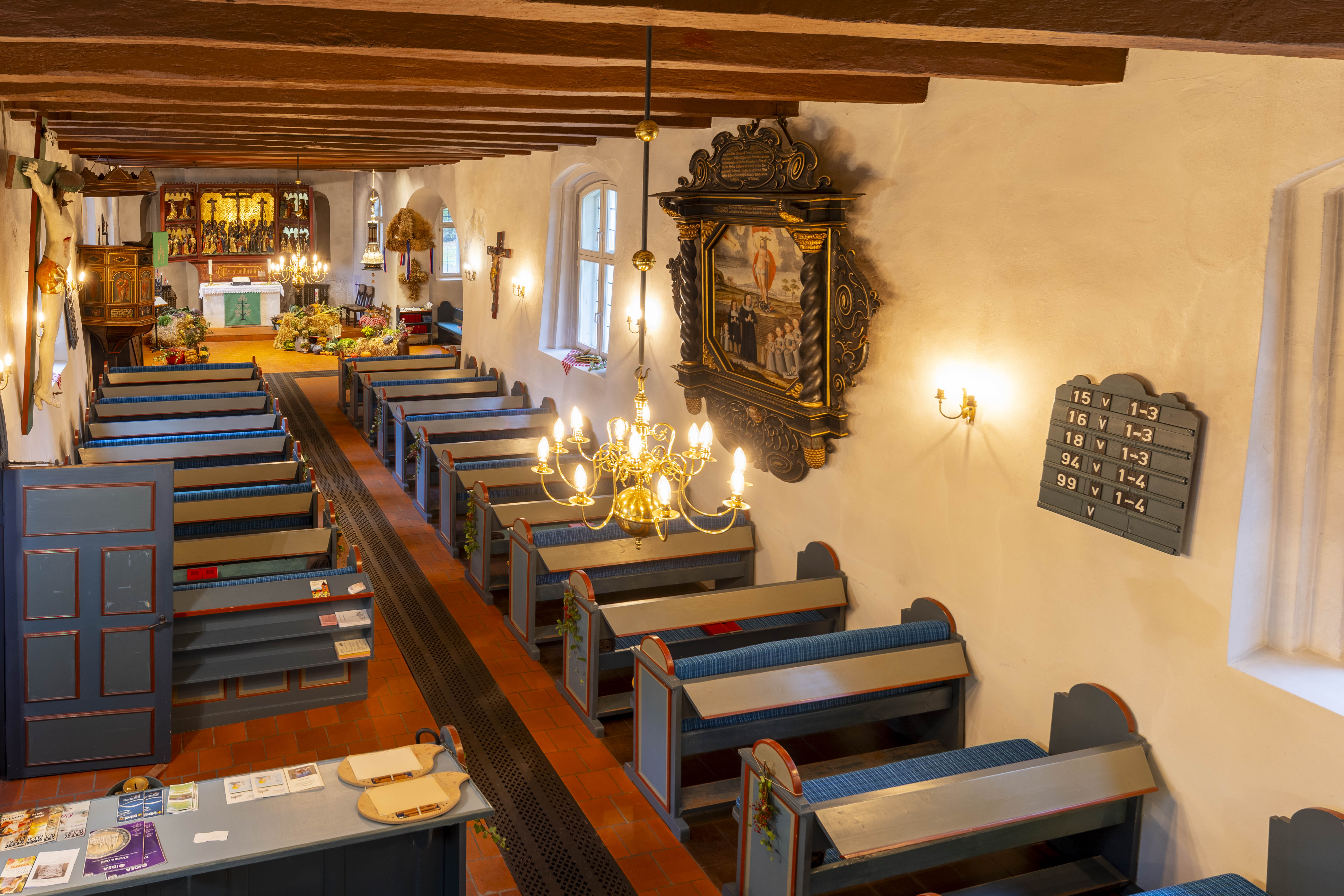
Kirchenschiff
Panorama Überblick
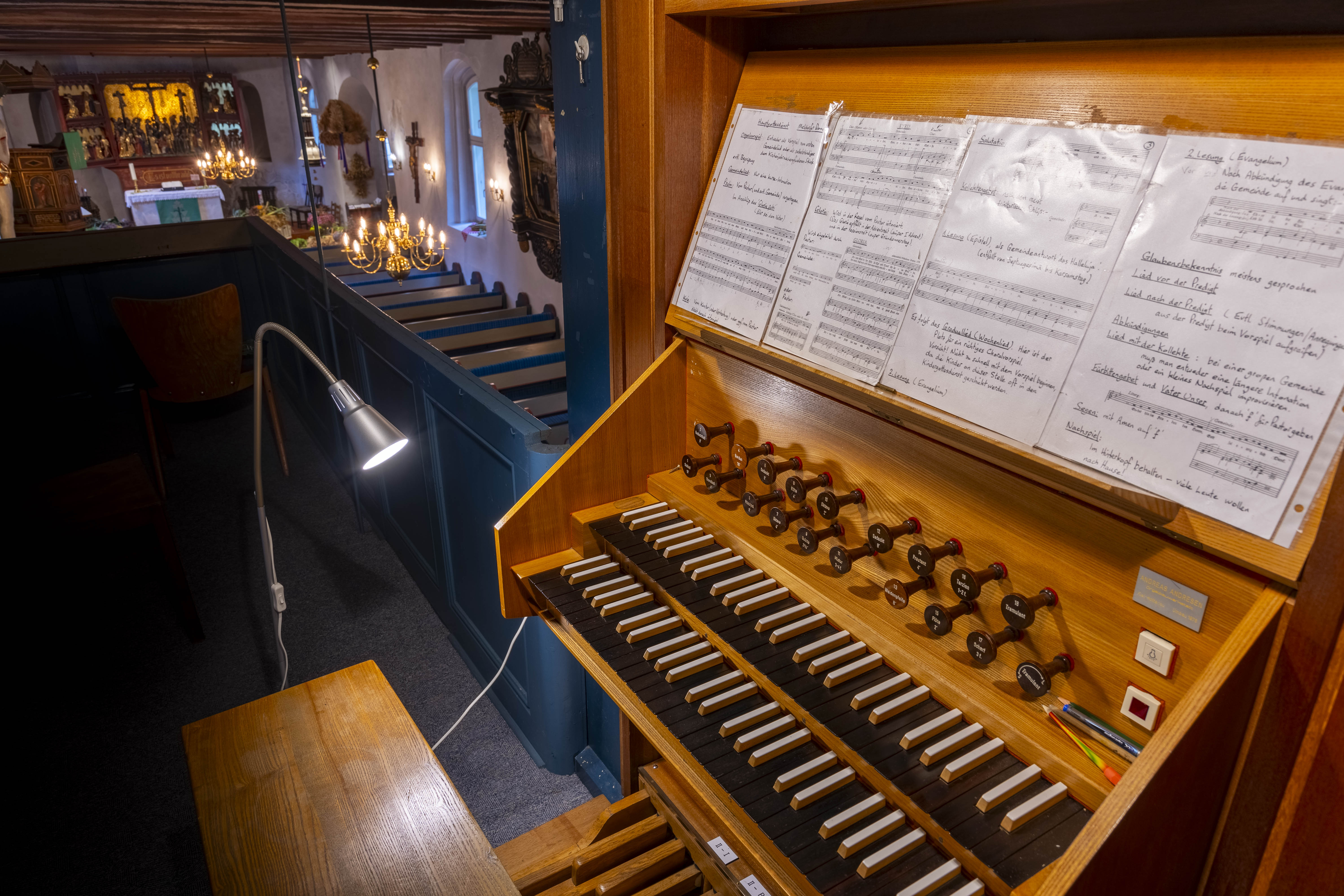
Spieltisch der Orgel
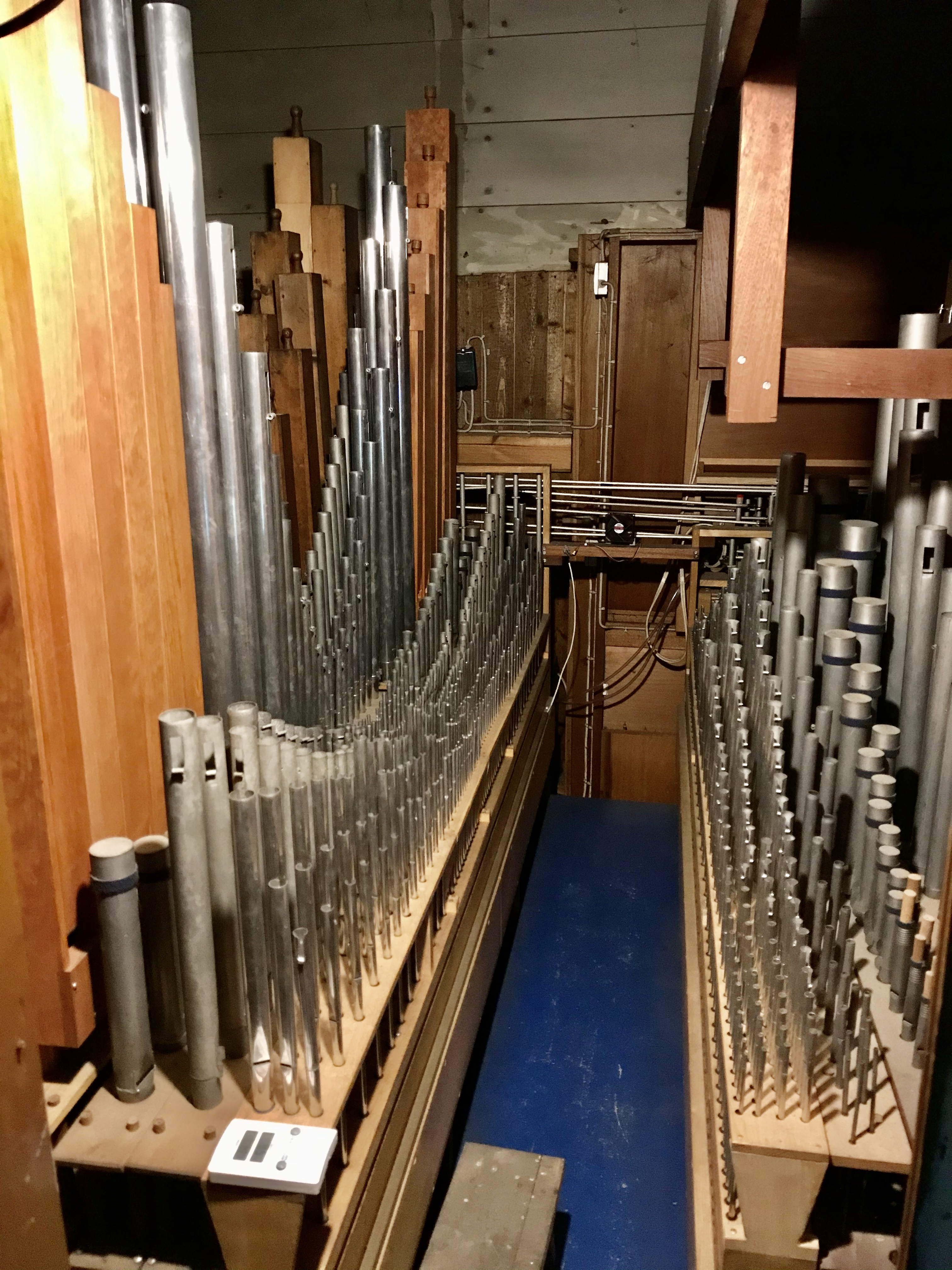
Blick in das Orgelinnere

## Umgebung
Am Fußweg zur Kirche befindet sich ein Gedenkstein für den Pastor Ewald Dittmann, der als Mitglied der Bekennenden Kirche 1945 verhaftet und ermordet wurde. An einem der Bäume des Lindenkranzes hängen Reste eines Halseisens, das früher als öffentlicher Pranger diente. Der Friedhof der Gemeinde liegt direkt südlich der Kirche.